# 巴特米克 (阿肯色州)
巴特米克（英語：Buttermilk）是位於美國阿肯色州波普縣的一個非建制地區。該地的面積和人口皆未知。

## 地理
巴特米克的座標為35°23′14″N 92°53′50″W / 35.38722°N 92.89722°W，而該地的平均海拔高度為127米（即417英尺）。